# Palazzo sportivo "Jubilejnyj"
Il Palazzo sportivo "Jubilejnyj" (in russo спортивный комплекс "Юбилейный"?, sportivnyj kompleks "Jubilejnyj"; lett. "Palazzetto dello sport del Giubileo") è un'arena sportiva al coperto, utilizzata anche per concerti, situata a San Pietroburgo, in Russia. Ospita più di 7 000 posti per l'hockey su ghiaccio e il basket.
Il complesso fu completato nel 1967, come dono della federazione dei sindacati alla città di San Pietroburgo, in occasione del 50° anniversario del potere sovietico. Il palazzetto può ospitare un'ampia gamma di attività, tra cui allenamenti e gare sportive, festival e concerti musicali.

## Storia

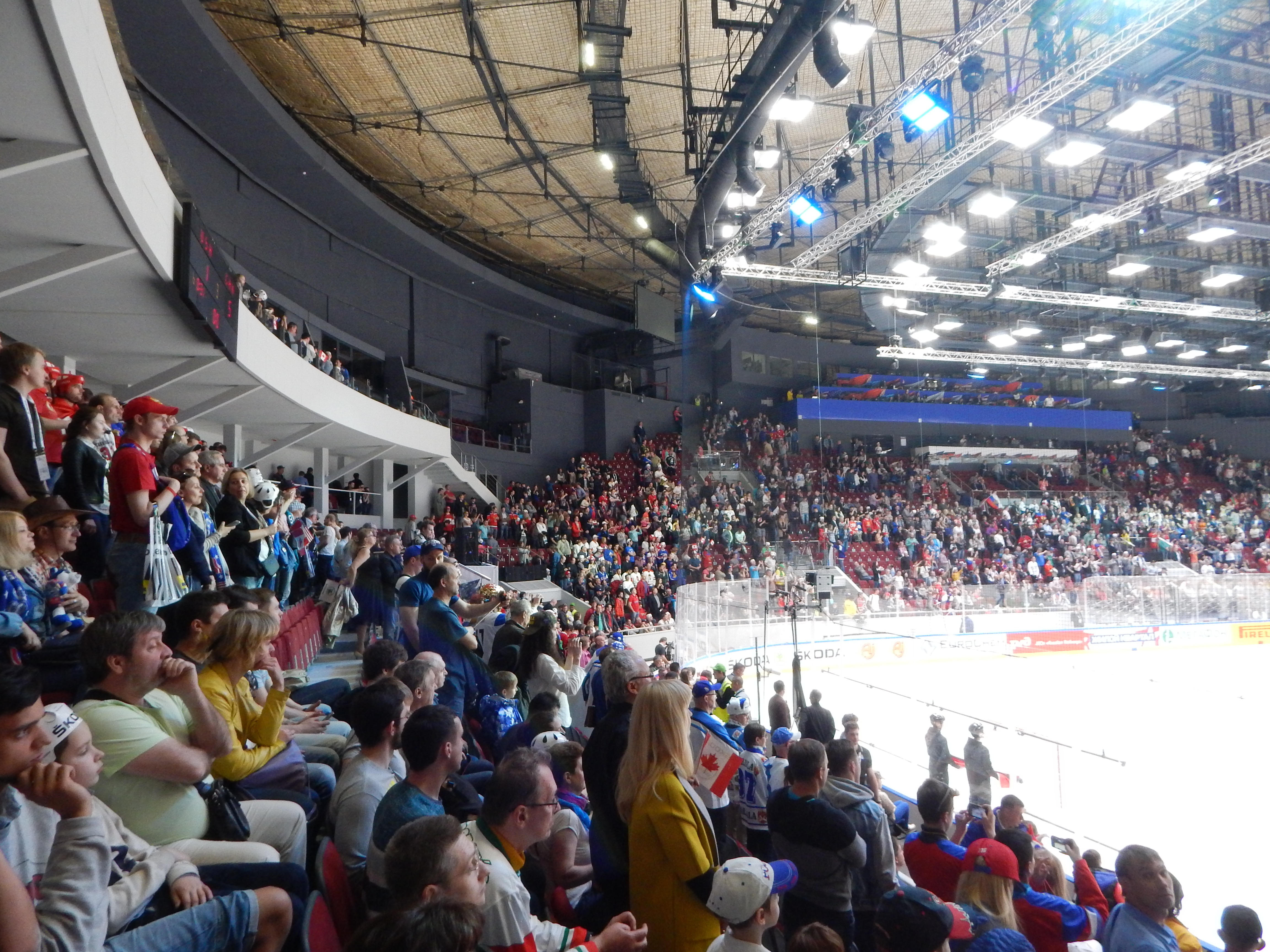
Tribune 8 e 9 del palazzetto durante la partita di apertura del Campionato mondiale IIHF del 2016.

L'arena venne inaugurata nel 1967. È stata per lungo tempo la sede della squadra di basket professionistica russa Spartak San Pietroburgo, ospitando sia le partite della squadra maschile che di quella femminile. 
L'arena è stata anche utilizzata come una delle sedi ospitanti del Campionato mondiale di hockey sul ghiaccio maschile del 2016. Negli anni più recenti, un'altra squadra di basket russa, lo Zenit San Pietroburgo, ha utilizzato, a volte, questa arena per ospitare le sue partite casalinghe.

## Jubilee Sport Club
La pista di pattinaggio sul ghiaccio del Palazzo sportivo "Jubilejnyj" ospita il Jubilee Sport Club, un centro di allenamento per il pattinaggio di figura.
Negli anni '90, la pista presentava ghiaccio di scarsa qualità e diversi altri problemi, il che limitava il tempo di allenamento, anche per il campione olimpico del 1994, Alexei Urmanov.